# Josephine Farrington
Josephine „Josie“ Farrington, Baroness Farrington of Ribbleton (* 29. Juni 1940; † 30. März 2018) war eine britische Politikerin der Labour Party und Life Peer.

## Leben und Karriere
Josephine Cayless heiratete 1960 Michael Farrington, mit dem sie drei Söhne bekam. 1973 bis 1976 war sie Mitglied des Preston Borough Councils und wurde 1977 in das Lancashire county council gewählt. Dort hatte sie verschiedene Positionen, unter anderem Vorsitzende des Erziehungskomitees, inne.
Von 1981 bis 1994 war Farrington im Europarat Mitglied in der Ständigen Konferenz der Gemeinden und Regionen Europas und später in deren Nachfolgeinstitution, dem Kongress der Gemeinden und Regionen des Europarates. Sie war als Wahlbeobachterin bei Kommunalwahlen in Polen, der Ukraine und Albanien tätig. Farrington war auch ein Mitglied des Ausschusses der Regionen der EU. Für ihre Verdienste im Bereich der europäischen Regional- und Kommunalpolitik wurde sie 2001 mit dem Kaiser-Maximilian-Preis ausgezeichnet.
Farrington war bei der Wahl 1983 Labour-Kandidatin für den Wahlkreis Lancashire West und trat bei einer Nachwahl 1991 erneut an.
Am 19. September 1994 wurde sie zum Life Peer als Baroness Farrington of Ribbleton, of Fulwood in the County of Lancashire. Sie war Baroness-in-waiting und Regierungssprecherin für Umweltangelegenheiten und Nordirland im House of Lords.
Baroness Farrington starb am 30. März 2018 im Alter von 77 Jahren.